# Drepanococcus virescens
Drepanococcus virescens är en insektsart som först beskrevs av Green 1909.  Drepanococcus virescens ingår i släktet Drepanococcus och familjen skålsköldlöss. Inga underarter finns listade i Catalogue of Life.